# Municipio de Aurdal
El municipio de Aurdal (en inglés: Aurdal Township) es un municipio ubicado en el condado de Otter Tail en el estado estadounidense de Minesota. En el año 2010 tenía una población de 1450 habitantes y una densidad poblacional de 15,93 personas por kilómetro cuadrado.

## Geografía
El municipio de Aurdal se encuentra ubicado en las coordenadas 46°20′28″N 95°58′20″O / 46.34111, -95.97222. Según la Oficina del Censo de los Estados Unidos, el municipio tiene una superficie total de 91.04 km², de la cual 82.4 km² corresponden a tierra firme y (9.49 %) 8.64 km² es agua.

## Demografía
Según el censo de 2010, había 1450 personas residiendo en el municipio de Aurdal. La densidad de población era de 15,93 hab./km². De los 1450 habitantes, el municipio de Aurdal estaba compuesto por el 97.45 % blancos, el 1.31 % eran afroamericanos, el 0.21 % eran amerindios, el 0.28 % eran asiáticos, el 0.07 % eran isleños del Pacífico, el 0.41 % eran de otras razas y el 0.28 % pertenecían a dos o más razas. Del total de la población el 0.55 % eran hispanos o latinos de cualquier raza.